# Sclipeți
Sclipeti
Potentila erecta (Tormentilla).
Plantă ierboasă de 15 - 25 cm, perenă, înflorire V - VIII.
Crește din zona colinară până în subalpin, la margini de păduri, poieni, pajiști, rariști de pădure, luminișuri, în zone umede, turbării, pe soluri superficiale (decarbonate, acide, turboase, oligotrofe, mezohidrofilă).
Preferă solurile calcaroase.